# جين يامانوي
جين يامانوي (山野井仁 يامانوي جين) هو مؤدي أصوات ياباني ولد في 16 نوفمبر 1962 في طوكيو.

## أدواره في الأنمي

### مسلسلات أنمي تلفزيونية
- ترانسفورمرز إينرجون - تايدال ويف، سكايبلاست, دكتور جونز
- كيكايشي - هازاما توكيموري
- كود جياس لولوش المتمرد - أوديسيوس يو بريطانيا
- كود جياس لولوش المتمرد R2 - أوديسيوس يو بريطانيا
- داركر ذان بلاك -المقاول الأسود- - لوكو
- سبيد غرافر - شينا
- كاوبوي بيباب - شرطي
- القناص - زيبايل
- ريستورانتي باراديسو - سانت كلوديو باراديسو
- آيرون مان - ناغاتو ساكوراي
- غوسيك - سينيوريه
- مغامرة جوجو الغريبة - ماريو زيبيلي
- تشايكا أميرة التابوت AVENGING BATTLE - ستيفان هارتغين

### أفلام أنمي
- سلسلة أفلام حدود الفراغ
  - حدود الفراغ: الفصل الخامس «لولب التناقض» - والد توموي إنجو

## أدواره في الدبلجة اليابانية
- ترانسفورمرز أنيميتد - ستارسكريم, المستنسخ رقم 2716057, المستنسخ رقم 3370318, سكايوارب، ثندركراكر, سنستورم، رامجيت
- المتحولون - روبرت إيبس
- المتحولون 2 - روبرت إيبس
- المتحولون: الجانب المظلم للقمر - روبرت إيبس
- سوبرمان - فلاش
- الطريق الثوري - شيب كامبل

## وصلات خارجية
- جين يامانوي على موقع IMDb (الإنجليزية)
- جين يامانوي على موقع قاعدة بيانات الفيلم (الإنجليزية)
- جين يامانوي على موقع كينوبويسك (الروسية)
- جين يامانوي على موقع ANN person (الإنجليزية)